# JR北海道キハ160形気動車
キハ160形気動車（キハ160がたきどうしゃ）は、北海道旅客鉄道（JR北海道）が1997年（平成9年）に導入した一般形気動車である。

## 概要
日高本線の普通列車・快速列車用として、1997年（平成9年）3月に新潟鐵工所で1両が製造された。
1996年（平成8年）8月の踏切脱線転覆事故で稼動不能となったキハ130形気動車1両の補充車で、メーカーの設計標準化気動車群「NDC」を仕様の基本としつつ、キハ130形の運用で顕在化した諸問題の解消を企図した種々の設計変更がなされている。
日高本線でキハ130形と共通の運用に就いた後、2007年（平成19年）に電動機とディーゼル機関を併用し蓄電池を搭載するハイブリッド動力の試験車両 " ITT " (Innovative Technology Train) に改造された。気動車の性能向上と環境対策とを両立した駆動システムの開発を目的としたもので、改装後は数次に亙り試験走行が行われ、動力性能や駆動効率など基本性能の実証がなされていたが、2013年12月20日付けで廃車された。最終配置は苫小牧運転所であった。

## 仕様・構造
※ 本節では製作時の仕様について記述し、動力系改造後の変更点については後節にて記述する。

### 車体
全長 18 m 級の普通鋼製で、車体の両端に運転台を装備する両運転台式である。構体の仕様は同時期に製作された津軽鉄道の津軽21形に準拠するものであるが、本形式では運転台のある正面両側下部の構体を強化したうえでプロテクタを追加装備し、衝突事故時の乗務員保護機能を強化している。このため、本形式は正面下部が突出した外観をもつ。正面には中央窓付の貫通扉を備え、左右各々に運転席窓・助士席窓を配する正面3枚窓配置である。正面窓は平面窓で、キハ130形が用いたパノラミックウィンドウは装備しない。灯火類は2連横配置の前照灯を正面窓直下の左右に各1組、2連横配置の標識灯を貫通扉直上部に1組装備する。前照灯の光源は落成当初はハロゲン式だったが、その後しばらくしてHID式に交換されている。
客用扉は 1,000 mm 幅（開口幅 950 mm）の片開き式引戸を客室両端部の片側2か所に設け、乗務員扉は運転席のある側面向かって左側端部（2位側・3位側）にのみ設けられる。横幅 1,090 mm の客室窓は下半部が固定され、上半部が中央横桟部を支点として室内側に開口する内傾式である。室蘭本線などで用いるキハ150形気動車（100番台）と同様の方式で、トンネル進入時などの急激な気圧変化で不意に閉じる現象を防止する改良がなされた。自重は 32.5 t である。
車体の外部塗色は、正面・側面の基調色を白色とし、側面上部の幕板部にラベンダーバイオレットの帯を、正面窓直下部 - 側面窓下の腰板部に萌黄色＋ラベンダーバイオレットの帯を配したJR北海道一般形気動車の標準配色で、キハ130形と共通の配色である。客用扉は萌黄色、種別表示部を含む正面窓周囲 および 客室窓の室外側縁部は黒色である。

### 機関・駆動系
主機関は直列6気筒の直噴式ディーゼル機関 N-DMF13HZF 形（330 ps / 2,000 rpm）を床下に1基搭載する。主機関の動力は変速1段直結2段の液体変速機 DW20 形を経て、動力台車 N-DT150 形の輪軸に伝達される。

### 台車・ブレーキ装置
台車は軽量ボルスタレス台車 N-DT150 形（動力台車） N-TR150 形（付随台車）で、キハ150形に用いたものと同一である。枕ばねに空気ばねを用い、軸箱支持機構は軸受の左右に配した円錐積層ゴムと、円錐積層ゴムの受座と台車側枠中央下部とを連結するリンク支持との併用である。動力台車 N-DT150 形は各軸に終減速機を装備する2軸駆動である。
ブレーキ装置は三圧式の E 制御弁を用い、応荷重装置を併設した DE1A 形自動空気ブレーキである。下り勾配の抑速装置として、主機関に機関ブレーキ・排気ブレーキを、液体変速機にリターダブレーキを併設する。

### 室内設備
車内両端の出入口付近にロングシートを、車内中央の4区画にクロスシートを配したセミクロスシート配置で、クロスシート部は通路片側列を1人掛として通路幅を拡幅している。内装各部の意匠は先行して製作されたキハ150形と概ね共通の仕様である。室内の一端部には出入口と客室との間にトイレを設け（4位側）、通路を挟んで相対する位置（3位側）に車椅子スペースを設ける。定員は110名（うち座席42名）である。
出入口と客室との間には仕切扉を設けず、室内保温対策として出入口隣接部の座席端に大型の袖仕切を設け、出入口隣接位置に客用扉開閉用のドアスイッチを設ける。
暖房は機関冷却水を熱源とする温水温風方式である。冷房装置は装備しない。

### その他設備
ワンマン運転に対応し、運転室後部に運賃箱・乗車整理券発券機・運賃表示器を設ける。
発電装置などの補機類駆動は主機関を動力源とする油圧駆動式である。これは保守性信頼性向上を企図して試行搭載されたもので、従前仕様のベルト駆動式への変更も可能な仕様である。補助電源は容量 9 kVA の交流発電機である。

## ハイブリッド動力化試験
気動車の動力効率向上と環境性能の充足とを両立し、これらの低廉なコストでの実用化を企図して開発されたハイブリッド駆動システムを試験搭載するための改造で、苗穂工場で2007年に施工された。電動機（モータ）とディーゼルエンジンを搭載し、各々の動力源が駆動軸に直接動力を伝達可能なパラレル方式ハイブリッド駆動の一種で、JR北海道ではモータ・アシスト式 (MA) ハイブリッドと称する。
本方式の動力伝達機構として、アクティブシフト変速機 (Active Shift Transmission, AST) が先行して開発された。これは2組の副軸（カウンターシャフト）を搭載するデュアルクラッチ式の4段自動変速機で、JR北海道と日立ニコトランスミッションとの共同開発によるものである。副軸の1組（2速・4速側）には電動機の入力軸が接続し、エンジンと電動機とは各副軸の噛み合いクラッチを介して個別に動力の断続ができる。
電動機は動力源以外に発電・変速制御の機能を併有し、電力変換のための主変換装置（インバータ / コンバータ）・電力を蓄積供給するバッテリーが接続される。本形式のシステムでは電動機に定格出力 123 kW の交流電動機1基を用い、バッテリーは容量 7.5 kWh のリチウムイオン二次電池を搭載する。 
AST は運転状況に応じて電動機・エンジン・出力軸の接続を切り替え、発車時には電動機のみで起動し、惰行運転・減速の際には電動機を発電機として動作させて発生電力をバッテリーに充電する。エンジンの起動は惰行運転時の発電・一定速度到達後の加速時に限られ、効率の高い回転域のみを使用することで騒音や排出ガスの低減に寄与している。各装置は専用の制御装置 (Hybrid Transmission Control Unit, H-TCU) によって制御され、運転室からのマスコンやブレーキハンドルの操作に応じて、エンジンの始動と停止、エンジンや電動機とのクラッチ断続、逆転機の断続などを統合的に自動制御する。伝動系の統合制御が可能になることから、液体式駆動装置で必須であった液体変速機を省略でき、冷却系潤滑系の簡素化や伝動効率の改善が可能である。
改造工事では動力系の大規模な換装が行われ、床下では当初装備のエンジンと液体変速機を撤去し、総排気量 13.0 L のコモンレール式ディーゼルエンジン (330 ps / 2,100 rpm) と AST（形式：THAN-44-200） ・主変換装置・電動機が各1基搭載された。バッテリー・リアクトルなどの一部電装系は室内 1 - 2 位側の旧ロングシート部に搭載され、機器収納部の上部は荷物置き場に変更された。座席は従来のものをすべて撤去し、転用品の座席をクロスシートとして設置している。エンジン・変速機の換装と電装系機器群の追加に伴い、自重は 34.2 t に増大している。
外部塗色は基調色を白色とし、正面窓周囲・車体裾部全周・車体側面中央部に青色を、正面中位の前照灯周囲・側面ロゴ頭文字部に萌黄色を配する。側面には本車の開発コードを図案化した " Inno Tech Train " のロゴマークが配された。
駆動システムの動作は下記の4形態を基本とする。
モータ走行（モード A）
発車時の伝動形態で、AST は電動機と出力軸とを接続し、電動機のみで車両を起動する。エンジン動力は切り離され、起動には関与しない。車両の速度が所定に達するまで本モードで加速する。移行速度は 45 km/h （エンジン停止時） 20 km/h （エンジン動作時）である。
モータアシスト走行（モード B）
力行継続時の伝動形態で、モード A の移行速度に達するとエンジンが始動し、AST はエンジン動力と出力軸とを接続する。電動機からの動力接続も保持され、車両はエンジンと電動機との動力を併用して加速を続行する。
惰行発電（モード C）
力行により所定の速度に達して以降の伝動形態で、AST は出力軸への動力伝達を切り離し、エンジンと電動機とを接続する。逆転機は伝動しない中立位置となる。電動機は、エンジンを動力とする発電機として動作し、発生した電力をバッテリーに充電する。
回生ブレーキ（モード D）
下り勾配や停車のための減速時に用いる伝動形態で、AST はエンジン動力を切り離し、出力軸と電動機とを接続する。逆転機は前進位置に接続される。輪軸からのバックトルクが 最終減速機 → プロペラシャフト → 逆転機 → AST の経路で伝達され、電動機は発電機として動作し回生ブレーキを構成する。発生した電力はバッテリーに充電され、エネルギーを回収する。
長時間の停車や電動機のみでの走行中にバッテリーの電圧が降下した場合、エンジンが自動的に始動し、充電を開始する。
この方式は鉄道車両としては世界初で、エンジンを発電のみに用い電動機のみで駆動するシリーズ方式ハイブリッド駆動との比較では、バッテリーやインバータ装置の小型化が容易で導入費用の低廉化が可能であり、既存気動車の動力系換装も容易に行える利点があるとされる。

## 運用の変遷
製作直後より日高線運輸営業所に配置され、1997年6月1日より日高本線の全区間（苫小牧 - 様似）でキハ130形と共通の運用に就いた。キハ130形が顕著な損耗のため全車廃車となった2002年以降も本形式は残存し、後続として再投入されたキハ40形気動車（350番台）とともに引き続き使用された。キハ40形の再投入後は同形式の配色に合わせた外部塗色の変更がなされ、基調色の白色を存置し、正面窓および客室窓の周囲に青色＋ピンクの帯を、車体裾部全周に萌黄色＋青色の帯を配する意匠とされた。
2007年にハイブリッド動力化が施工され、同年8月から苗穂工場で各部機構の機能確認が実施された。同年11月以降、2008年2月まで走行試験が実施され、キハ150形（定格出力 450 ps）より定格出力が 27 % 低いエンジンで同形式と同等の加速性能となることを実証している。
2008年度中に苫小牧運転所に転属し、2008年の北海道洞爺湖サミット開催時には室蘭本線の東室蘭 - 室蘭間でデモンストレーション走行を行っている。
以降も各所で試験運転に供された後、2013年12月20日付で廃車され、形式消滅となった。
本車による試験結果はハイブリッド傾斜システムと軽量車体システムとを組み合わせた次世代車両開発などへの応用が見込まれていたが、同システムを採用したキハ285系は、JR北海道管内で2011年から度重なる事故や不祥事を受け、2014年に開発の中止が決定された。この時キハ285系は試作車（3両編成）が既に製造されており、それらを使用した本線試運転も実施されていたが、これら試作車も最終的に2015年に廃車され、2017年3月に解体された。